# 634
634（六百三十四、六三四、ろっぴゃくさんじゅうよん）は自然数、また整数において、633の次で635の前の数である。

## 性質
- 634は合成数であり、約数は 1, 2, 317, 634 である。
  - 約数の和は954。
  - 約数の個数が3連続(633,634,635)で同じになる16番目の中央の数である。1つ前は604、次は664。
- 634 = 2 × 317
  - 194番目の半素数である。1つ前は633、次は635。
    - 633, 634, 635と半素数が3連続する11番目の数である。1つ前は447、次は697。

  - 6 + 3 + 4 = 2 + 3 + 1 + 7 より28番目のスミス数である。1つ前は627、次は636。
- 6342 + 1 = 401957 であり、n2 + 1 の形で素数を生む52番目の数である。1つ前は570、次は636。(オンライン整数列大辞典の数列 A005574)
- 各位の和が13になる53番目の数である。1つ前は625、次は643。
- 634 = 32 + 252
  - 異なる2つの平方数の和で表せる189番目の数である。1つ前は629、次は637。(オンライン整数列大辞典の数列 A004431)
- 634 = 32 + 72 + 242 = 32 + 152 + 202 = 72 + 122 + 212
  - 3つの平方数の和3通りで表せる88番目の数である。1つ前は622、次は637。(オンライン整数列大辞典の数列 A025323)
  - 異なる3つの平方数の和3通りで表せる66番目の数である。1つ前は622、次は637。(オンライン整数列大辞典の数列 A025341)
- 桁の調和平均が4になる11番目の数である。1つ前は463、次は643。(オンライン整数列大辞典の数列 A062182)
例．3/1/6 + 1/3 + 1/4 = 4

## その他 634 に関連すること
- 東京スカイツリーの地上高 (アンテナ部分を含む) 。
  - 634は語呂合わせでむさし (武蔵) とよめることから東京スカイツリーは634mを目指し建設された。
- 東武634系電車
- 篠本634は、千葉県出身のライター・イラストレーター。
- NGC 634
- AKIBA with 634
- 634空
- あわじ (JDS Awaji, MSC-634・YAS-85) は、海上自衛隊の掃海艇。
- 岩殿山は、山梨県大月市にある標高634mの山。